# Shenhui
Cette page contient des caractères spéciaux ou non latins. S’ils s’affichent mal (▯, ?, etc.), consultez la page d’aide Unicode.
Shen hui ou Shen-hui (神會) est considéré comme le septième patriarche de la lignée légitime du bouddhisme chan et le fondateur de sa branche Heze ou Ho-tse (荷澤), active jusqu’à la fin de la dynastie Tang, d’où son titre de Maître de Heze (荷澤大師). Son nom posthume, décerné par l’empereur Suzong, est Zhenzong Daishi (真宗大師), Maître de la vraie doctrine. Selon les sources, il aurait eu à sa mort 73 ou 83 ans. Les dates données pour sa naissance varient entre 668 et 686, celles proposées pour sa mort entre 748 et 762. Certains considèrent qu'il est le véritable initiateur du mouvement subitiste à la place de Huineng dont il se proclamait successeur.

## Biographie

### Les débuts
Né Gao (高), originaire de Xiangyang au Hubei, il était versé dans les classiques confucéens, le Dao de jing et le Zhuangzi, et se serait intéressé au bouddhisme pour la première fois en lisant les passages le concernant dans le Livre des Han postérieurs. Il abandonna alors ses projets de carrière pour entrer au monastère de Guochang (國昌寺) où il fut ordonné par le maître Haoyuan (顥元). Il pratiqua ensuite pendant trois ans au monastère de Yuquan (玉泉寺) dans le Hubei sous la direction de Shenxiu.

### Huineng et le Chan du Sud
En 700, lorsque Shenxiu fut appelé à la cour par Wu Zetian, il aurait conseillé aux moines ne pouvant le suivre de rejoindre son condisciple Huineng à Shaozhou dans la province de Guangdong. Pendant son séjour dans le Sud, Shenhui aurait également rendu visite à Xingsi (行思), autre disciple de Huineng, ancêtre des lignées Soto et Hogen. De retour auprès de Huineng, il en reçut la succession. En 720, il fut nommé au monastère Longxing (龍興) de Nanyang au Henan. C’est là qu’il fit la connaissance du poète Wang Wei. Il obtint le soutien des principaux fonctionnaires du comté, Zhang Wanqing (張萬頃) et Wang Pi (王弼).
Préconisant l'enseignement exclusif de l’illumination subite, il s’était pendant son séjour méridional écarté de la branche dominante du Chan, Dongshan (東山), fondée par Daoxin et Hongren et représentée alors par Puji, successeur de Shenxiu. En 734 (ou 732), le jour de la fête des lanternes, il organisa au monastère de Dayun (大雲寺) à Huatai (滑台) dans le Henan un grand rassemblement appelé Kumbhamelâ (無遮大會), à l’occasion duquel il débattit contre un maître Dongshan. C’est là qu’il mit publiquement en cause pour la première fois la valeur et la légitimité de Dongshan, prétendant que cette école n’enseignait que la méthode graduelle, inférieure, et que sa lignée ne descendait pas directement de Bodhidharma, Hongren ayant désigné Huineng et non Shenxiu comme successeur. Il couchera sa doctrine par écrit entre 745 et 753 dans l’Essentiel de la doctrine (顯宗記), sur lequel est fondée l’image du Chan du Sud « subitiste » contre le Chan du Nord « gradualiste ». Les spécialistes de la seconde moitié du XXe siècle ont depuis remis quelque peu cette vision en cause, et considèrent que la pensée de Huineng se rattachait à celle de l’école Dongshan, qui enseignait à la fois les méthodes subite et graduelle. Shenhui serait le véritable promoteur du subitisme intégral.

### La reconnaissance impériale
Pendant près de dix ans après son premier défi public, Shenhui, orateur charismatique qui avait su s’attirer des partisans cultivés et bien placés, continua ses attaques contre Dongshan, qui de son côté tenait bon. En 745, invité par le préfet et poète Song Ding (宋鼎), il s’installa au monastère de Heze (荷澤寺) à Luoyang, dont l’école qui se réclame de lui tire son nom. En 753 le ministre Lu Yi (盧奕) le fit chasser de la capitale pour trouble de l’ordre public. Il se rendit successivement au Jiangxi, au mont Wudang et dans sa région d’origine, Xiangyang. L’exil ne se prolongea pas longtemps : en 755 éclatait la rébellion d’An Lushan, et en 756 Shenhui, répondant à l’appel de l’empereur, entreprenait avec succès une campagne de vente de certificats de moine destinée à fournir des fonds militaires. En remerciement, l'empereur Suzong le rappela et fit reconstruire le monastère de Heze détruit par l’armée rebelle. Shenhui mourut peu après, et son stoupa fut érigé au monastère Baoying (寶應寺).
Vers la fin du VIIIe siècle, l’école du Sud avait remplacé celle du Nord, Dongshan, comme forme dominante du Chan. En 796, quelque trente ans après la mort de Shenhui, l’empereur Dezong ordonna au prince héritier de convoquer une assemblée de maîtres Chan pour désigner officiellement le septième patriarche : ce sera lui. Sa nomination est confirmée par l’Éloge au septième patriarche (七祖贊) et une stèle au monastère de Shenlong (神龍寺). Huineng devint donc du même coup le sixième patriarche officiel.

## Heze
Shenhui est chef de lignée de la branche Heze que rejoindront Wuming (無名) et Faru. Elle ne survivra pas à la dynastie Tang et connaitra six maîtres dont le dernier est Zongmi (宗密 780-841), historien du Chan. Elle réalisa vers la fin une synthèse avec Huayan à l'époque du quatrième patriarche de cette école, Chengguan (澄觀).

## Écrits
Shenhui a laissé plusieurs écrits dont une grande partie a été rassemblée par ses disciples dans le Recueil des propos de Shenhui de Heze (荷澤神會語錄), mais le plus important car peut-être le seul vraiment de lui, est L’Essentiel de la doctrine [de l’illumination] (顯宗記), dans lequel on retrouve les principes essentiels de la doctrine du Sud. Une version, intitulée Stances sur la prajna de l’éveil soudain à la non-production (頓悟無生般若頌), a été découverte à Dunhuang. Le Recueil et l’Essentiel de la doctrine sont inclus dans la Transmission de la lampe (傳燈錄) (réf. Taisho 2076, 458c25-459b6)